# Aage Torgensen
Rasmus Aage Ejnar Torgensen (* 17. April 1900 in Aarhus; † 28. Mai 1932 ebenda) war ein dänischer Ringer. Er war Vize-Europameister 1929 im griechisch-römischen Stil im Federgewicht.

## Werdegang
Aage Torgensen war ein dänischer Sportler, der beim Athleten Klub (AK) Aarhus mit dem Ringen begann. Später wechselte er dann zu „Dan“ Kopenhagen. Torgensen entwickelte sich in den 1920er Jahren zu einem der besten europäischen Ringern im griechisch-römischen Stil. Im Jahre 1920 wurde er bei den Olympischen Spielen in Antwerpen im Federgewicht eingesetzt. Er zeigte dort hervorragende Kämpfe, erzielte vier Siege und verpasste mit dem 4. Platz nur äußerst knapp die Bronzemedaille.
Sein nächster Start bei einer internationalen Meisterschaft war der 1922 bei der Weltmeisterschaft in Stockholm. Hier rang er im Bantamgewicht und unterlag nach zwei Siegen gegen Eduard Pütsep aus Estland und Fritjof Svensson aus Schweden und kam auf den 5. Platz.
Auch bei den Olympischen Spielen 1924 in Paris gelangen Torgensen im Federgewicht wieder zwei Siege. Unter den von ihm geschlagenen Ringern war dabei auch Osvald Käpp, der starke Este. Die beiden Finnen Aleksanteri Toivola und Kalle Anttila waren aber zu stark für ihn. Nach Niederlagen gegen diese beiden Ringer schied Aage nach der 5. Runde aus und erreichte den 8. Platz.
Den größten Erfolg seiner Laufbahn erzielte Torgensen dann bei der Europameisterschaft 1929 in Dortmund. Nach vier Siegen unterlag er erst im Finale dem Schweden Folke Hernström und gewann die Silbermedaille. 
1926 rang Aage Torgensen in Kopenhagen in einem Länderkampf gegen Deutschland gegen Ernst Steinig von ASV Heros Dortmund und musste gegen diesen eine Schulterniederlage einstecken.
Aage, der insgesamt fünfmal dänischer Meister im Federgewicht war, verstarb 1932 ganz überraschend an einer Blutvergiftung.

## Internationale Erfolge
(OS = Olympische Spiele, WM = Weltmeisterschaft, EM = Europameisterschaft, GR = griechisch-römischer Stil, Ba = Bantamgewicht, damals bis 58 kg Körpergewicht, Fe = Federgewicht, 1920 bis 60 kg, danach bis 62 kg Körpergewicht)
- 1920, 4. Platz, OS in Antwerpen, GR, Fe, mit Siegen über Eduard Pütsep, Estland, Bovis, Frankreich, Adrian Brian, USA und Frantisek Rezak, Polen und Niederlagen gegen Fritjof Svensson, Schweden und Heiki Kähkönen, Finnland;
- 1922, 5. Platz, WM in Stockholm, GR, Ba, mit einem Sieg über Jozsef Pongracz, Ungarn und Niederlagen gegen Eduard Pütsep und Fritjof Svensson;
- 1924, 8. Platz, OS in Paris, GR, Fe, mit Siegen über Gerolamo Quaglia, Italien und Osvald Käpp, Estland und Niederlagen gegen Aleksanteri Toivola und Kalle Anttila, bde. Finnland;
- 1929, 2. Platz, EM in Dortmund, GR, Fe, mit Siegen über Antons, Lettland, Karl Stiedl, Österreich, József Tasnádi, Ungarn und Eugen Fleischmann, Tschechoslowakei und einer Niederlage gegen Folke Hernström, Schweden